# 矿山乡
矿山乡，是中华人民共和国湖南省娄底市冷水江市下辖的一个乡镇级行政单位。

## 行政区划
矿山乡下辖以下地区：
谭家社区、白云村、船山村、洞下村、樊家村、高峰村、官家村、合兴村、恒元村、来风村、龙虎山村、马井村、水托村、新生村、樟木村和竹山村。